# Francisco Marín Sola

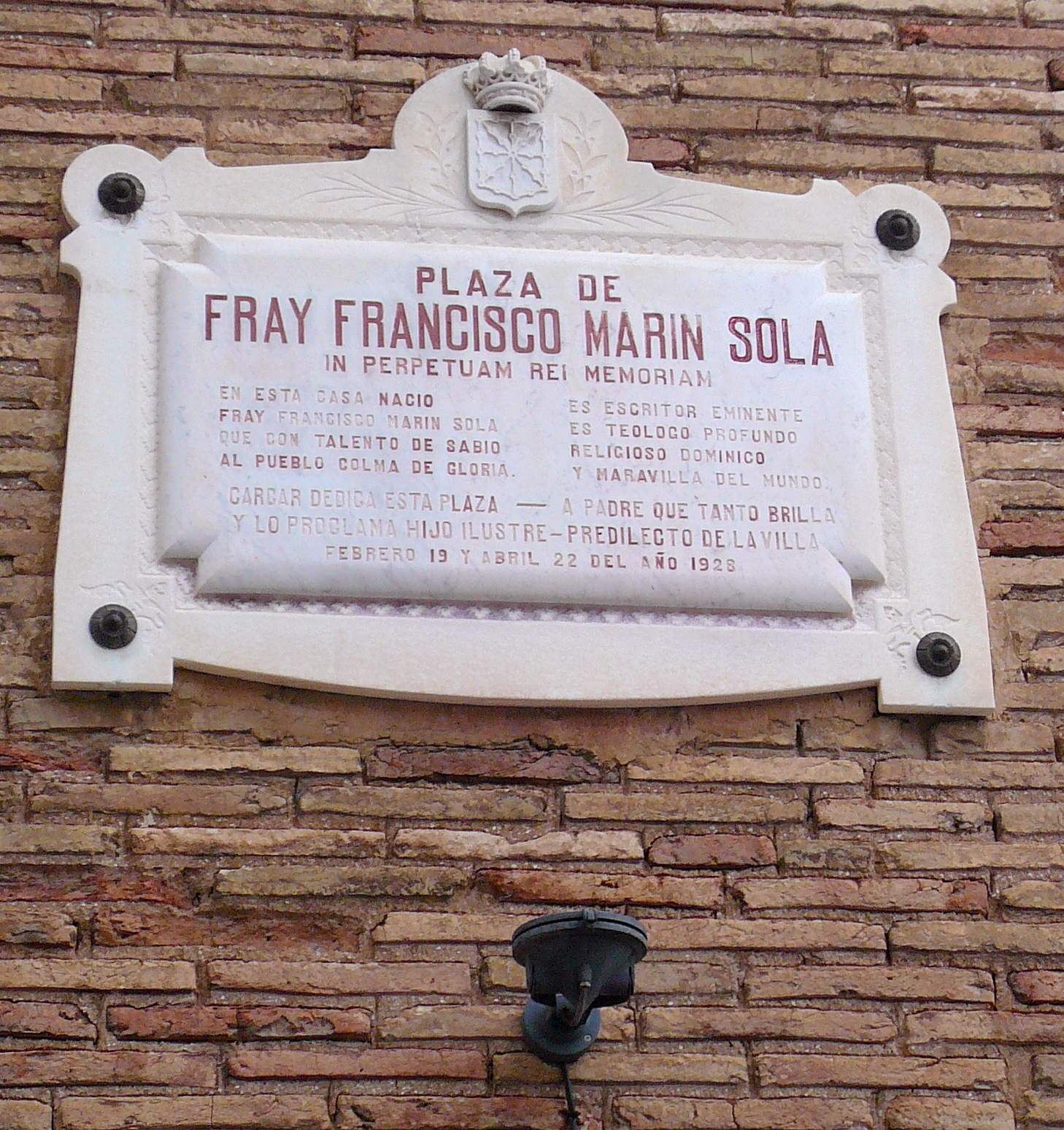
Placa memorial de Fray Francisco Marín Sola en su casa natal de Cárcar

Francisco Marín-Sola (Cárcar, 22 de noviembre de 1873 - Manila, 5 de junio de 1932) fue un sacerdote, fraile dominico, filósofo y teólogo español. Llamado «el Sabio Marín».

## Biografía
Nació en Cárcar (Navarra) en 1873. Tomó el hábito dominico el 9 de diciembre de 1888 en el Convento de Ocaña. Allí cursó sus estudios de Filosofía. Pasó al convento de Santo Tomás de Ávila para cursar sus estudios de Teología, pero una grave enfermedad le obligó a abandonarlos, desplazándose al convento de Padrón (Galicia) para poder reponerse. Una vez repuesto pudo retomar sus estudios teológicos en el convento de Santo Tomás de Ávila. Hizo su profesión solemne el 10 de diciembre de 1892.
En 1897, siendo aún diácono, fue destinado a Manila (Filipinas). Ese mismo año, ya en Manila, fue ordenado sacerdote. Un grave quebranto de su salud le obligó a desplazarse a la provincia de Cagayán. La insurrección tagala le sorprendió en el pueblo de Amulung y fue hecho prisionero durante 16 meses. El 1 de enero de 1900 pudo regresar libre a Manila. Ese mismo año empieza su vida docente. Enseña Matemáticas, Álgebra y Geometría en el colegio de enseñanza secundaria de San Juan de Letrán de Manila. Al año siguiente obtiene el título de lector (el doctorado en la Orden de Predicadores) en Sagrada Teología. En 1904 abandona la enseñanza en el Colegio de San Juan de Letrán para unirse al claustro de profesores de la Universidad de Santo Tomás de Manila, encargándosele una cátedra de Filosofía, cargo que ocupará hasta 1906.
En 1906 es enviado de vuelta a España para enseñar Teología en el Studium generale de Ávila, donde impartirá clases del tratado de los Lugares teológicos y de Sagrada Escritura. En 1908 es enviado de nuevo a la Universidad de Santo Tomás de Manila, donde obtiene el doctorado en Sagrada Teología. En 1910 regresa a Ávila y se le confía una cátedra de Teología.
Estando en Ávila Marín-Sola, los superiores deciden trasladar el Studium generale de Ávila a Rosaryville (EE. UU.) para que los religiosos que serían enviados a las misiones pudiesen aprender inglés adecuadamente. Antes de ser enviado al nuevo Studium generale permanece dos años en la Universidad de Notre Dame (EE. UU.) para perfeccionar su inglés y enseñar Filosofía. En 1913 aterriza en Rosaryville y comienza a enseñar Teología, labor que desempeñará hasta 1918. Durante esos años el arzobispo de Nueva Orleáns le nombró consultor del arzobispado.
En 1919 es enviado a ocupar la cátedra de Teología de la Universidad de Friburgo (Suiza) que había dejado vacante con su muerte Norberto del Prado. Regentó esta cátedra, enseñando Teología dogmática desde 1919 hasta 1927. En 1923 publica en forma de libro un tema que había estado tratando y publicando en diversos artículos desde 1911. El libro se tituló La evolución homogénea del dogma católico y fue publicada por la Biblioteca de Tomistas Españoles fundada por Luis Urbano Lanaspa. En 1927 su salud vuelve a sufrir un quebranto, por lo que se retira al convento de Ocaña. En 1929 regresa a Manila para impartir clases en la Universidad de Santo Tomás.
Murió en Manila el 5 de junio de 1932. 

## Reconocimientos y distinciones
- Doctorado honoris causa en Derecho civil por la Universidad de Notre Dame (EE. UU.).

## Obras

### Libros
- La evolución homogénea del dogma católico (1923, 1ª ed.).